# Castell de Secabecs
El Castell de Secabecs és un castell molt deteriorat del municipi de Torrelles de Foix (Alt Penedès) declarat bé cultural d'interès nacional.

## Descripció
Es conserven restes notables de murs prop de les Llambardes. Restes d'una edificació on hi ha restes de parets, contraforts, portes i finestres del que devia ser una masia fortificada. Es conserven bé les cantoneres de carreus de pilars de pedra tallada, portals adovellats d'arc de mig punt i finestres amb ampits, llindes i marcs també de pedra tallada.

## Història
És una fortalesa documentada el 1213. L'honor de Secabecs s'esmentava el 1213 en un confrontació de termes. El fogatjament de vers el 1370 consignava un foc de cavaller al Castell de Secabecs. Al segle xvii pertanyia al senyor del castell de Foix Guerau de Peguera. Més tard fou convertit en masia, dita de Ca l'Isaac. El topònim es conserva en un mas que hi ha a la vora anomenat Can Soler de Secabecs.